# Quan Zhou Wu
Quan Zhou Wu (Algeciras, España; 5 de diciembre de 1989) es una autora, ilustradora, novelista gráfica y diseñadora de producto digital.

## Biografía
De padre y madre chinos, provenientes de la región de Qingtian (provincia de Zhejiang), que se trasladaron a finales de los años ochenta a Andalucía, donde regentaron un restaurante chino. El matrimonio tuvo tres hijas, siendo Quan la mediana, y tras unos años en Algeciras (Cádiz), la familia se trasladó a Málaga, donde Quan pasó el final de la niñez y su juventud. En esta ciudad estudió el Bachillerato de Artes y en 2008 se mudó a Madrid, para graduarse en Diseño gráfico finalmente en Inglaterra. En su infancia fue lectora de manga y espectadora de anime y en estos años de niñez se introdujo en el mundo del dibujo, pero desde la adolescencia tenía apartado este ámbito, que recuperó con 24 años.
Concretamente en octubre de 2013, mientras trabajaba como diseñadora gráfica en Mediaset y a partir de una conversación con varios compañeros de trabajo, decidió ilustrar la historia de su vida en un webcómic parte de cuyas ilustraciones se publicaron en la versión digital del diario El País entre enero de 2014 y septiembre de 2016.  En 2015 la editorial Astiberri le propuso escribir una novela gráfica basada en sus experiencias (Gazpacho agridulce), que tuvo una continuación dos años después (Andaluchinas por el mundo) más centrada en su vida en Madrid cruzada con la de sus hermanas: Fu en Miami y Qing en Málaga capital.
También ha colaborado en el programa Hoy empieza todo de Radio 3 y es autora de diversos artículos e ilustraciones para eldiario.es y la revista Vogue. Asimismo, ha pronunciado ponencias sobre racismo e identidad en España, Estados Unidos, Suecia, China y Taiwán y talleres que conciencian sobre el racismo usando el cómic como herramienta, bajo el título de «Emociones ilustradas».
Como ilustradora ha trabajado en diferentes proyectos como la Estrategia AntiRumores del Ayuntamiento de Vitoria en colaboración con las de Bilbao, Guecho, Basauri y Lejona (2020), dibujando una cartelería para una campaña de sensibilización antirracista.

## Estilo
Sus cómics e ilustraciones tienen una fuerte base autobiográfica, sobre todo centrada en su experiencia como española de familia china nacida y criada en Andalucía. En este sentido, la vida cotidiana y el retrato de su familia son algunos de sus motivos más habituales, siempre con un componente humorístico. También relata habitualmente su traslado a Madrid y sus primeros pasos en el mundo laboral. Especialmente, trata temas vinculados con el racismo, la integración e identidad reflexionando sobre la convivencia entre los migrantes y la población española y denunciando los prejuicios hacia la comunidad asiática descendiente en España.

## Obra literaria
- Gazpacho agridulce. Una autobiografía chino-andaluza. 2015, Astiberri. (Novela gráfica)
- Andaluchinas por el mundo. Gazpacho agridulce 2. 2017, Astiberri. (Novela gráfica)
- El gran libro de los niños extraordinarios. 2018, Silonia. Escrito junto a Nuria Labari. (Narración ilustrada infantil)
- Gente de aquí, gente de allí. 2020, Astiberri. (Ensayo gráfico sobre migrantes y españoles).
- Lecturas a domicilio, 3. Miscelánea de relatos (Libro morado). 2020, Astiberri (libro colectivo).
- La agridolce vita. 2023, Astiberri. (Novela gráfica)